# Guy de Maligny
Guy de Maligny, lateinische Amtsbezeichnung Guido Lausanensis episcopus,  war von 1134 bis zu seiner Absetzung 1143/44 Bischof von Lausanne.

## Leben
Guy stammte aus burgundischem Adel. Er wurde erstmals 1132 als Archidiakon des Domkapitels von Besançon erwähnt. Er wurde 1134 Bischof von Lausanne. Aus diesem Anlass richtete Bernhard von Clairvaux ein Glückwunschschreiben an ihn, in dem er sein Idealbild eines guten Bischofs formulierte.
Guy förderte die Klöster der Zisterzienser, er gründete 1134 die Abtei von Hautcrêt und förderte die Gründung des Priorats von Berlai. Urkunden zeigen ihn mehrmals in der Umgebung des Erzbischofs von Besançon. Er wurde 1143 oder 1144 seines Amtes enthoben.